# Reach (Survivor)
Reach è l'ottavo album della band Survivor pubblicato nel 2006.

## Tracce
1. Reach – 4:42
2. Fire Makes Steel – 5:12
3. Nevertheless – 4:03
4. Seconds Away – 4:33
5. One More Change – 5:02
6. Gimme the Word – 3:42
7. Rhythm of Your Heart – 3:59
8. I Don't – 4:29
9. Half on My Heart – 5:24
10. Talkin' Bout Love – 4:11
11. Don't Give Up – 3:52
12. Home – 4:44

## Formazione
- Jimi Jamison - voce
- Frankie Sullivan - chitarra
- Chris Grove - tastiera
- Barry Dunaway - basso
- Marc Droubay - batteria